# Safia Hama Jan
Safia Hama Jan (persiska: سافيا احمدچان), född 1941, död 25 september 2006, var chef för det afghanska kvinnodepartement i provinsen Kandahar mellan åren 2002 och 2006. Hon blev mördad den 25 september 2006.